# Colocasia
Colocasia és un gènere de plantes amb flors amb 25 o més espècies dins la família Araceae, originari de la Polinèsia tropical i del sud-est d'Àsia. L'espècie més coneguda és el taro. L'etimologia del nom del gènere Colocasia deriva de la paraula del grec per designar l'espècie Nelumbo nucifera, κολοκασιον (kolokasion). Es creu que el taro és una de les plantes de cultiu més antigues del món, des de fa uns 10.000 anys.
Són plantes herbàcies perennes amb un gran corm. Les fulles són molt grosses.

## Algunes espècies
| - Colocasia affinis Schott (syn. C. marshallii) - Colocasia bicolor C.L.Long & L.M.Cao - Colocasia esculenta (L.) Schott (syn. C. antiquorum) – Taro, Elephant-ear, Eddoe - Colocasia fallax Schott - Colocasia fontanesii Schott - Colocasia formosan Hayata - Colocasia gaoligongensis H.Li & C.L.Long - Colocasia gigantea (Blume) Hook.f. – Giant Taro - Colocasia gongii C.L.Long & H.Li - Colocasia gracilis Engl. - Colocasia heterochroma H.Li & Z.X.Wei - Colocasia humilis Hassk. - Colocasia konishii Hayata | - Colocasia latifolia Rojas - Colocasia lihengiae C.L.Long & K.M.Liu - Colocasia macrorrhiza (L.) Schott - Colocasia mannii Hook.f. - Colocasia marchalii Engl. - Colocasia menglaensis J.T.Yin, H.Li & Z.F.Xu - Colocasia neocaledonica L. Van Houtte - Colocasia obtusiloba Kunth - Colocasia oresbia A.Hay - Colocasia rapiformis Kunth - Colocasia tibetensis J.T.Yin - Colocasia yunnanensisC.L.Long & X.Z.Cai Font de la llista: |

### Abans ubicades en aquest gènere
- Schismatoglottis calyptrata (Roxb.) Zoll. & Moritzi (com C. neoguineensis Linden ex André)
- Alocasia macrorrhizos (L.) G.Don (com C. indica (Lour.) Kunth)[7]